# Carlos Roca
Carlos Roca, född den 29 april 1958 i Barcelona, Spanien, död 11 juni 2003, var en spansk landhockeyspelare.
Han tog OS-silver i herrarnas landhockeyturnering i samband med de olympiska landhockeytävlingarna 1980 i Moskva.